# Seavington St Mary
Seavington St Mary is een civil parish in het bestuurlijke gebied South Somerset, in het Engelse graafschap Somerset met 384 inwoners.